# Coppa FIA piloti gruppo N 2001

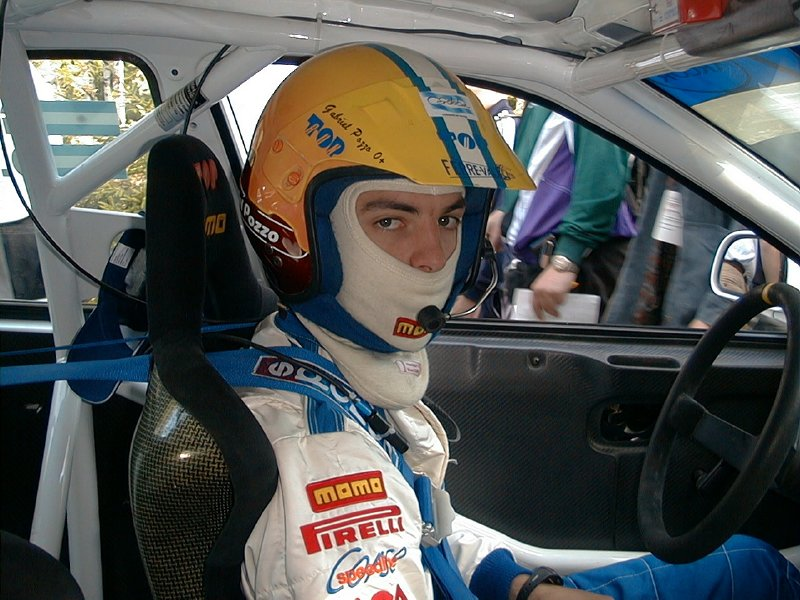
Gabriel Pozzo, vincitore del titolo piloti, durante il Rally di Finlandia

La stagione 2001 della Coppa FIA piloti gruppo N, chiamata ufficialmente FIA Cup for Group N Rally Drivers o anche FIA Cup for Drivers of Production Cars (Coppa FIA piloti per vetture produzione), è stata la quindicesima edizione della serie di supporto al campionato del mondo rally dedicata alle vetture di gruppo N, ovvero derivate dalla produzione di serie; è iniziata il 18 gennaio con il Rally di Monte Carlo e si è conclusa il 25 novembre con il Rally di Gran Bretagna.

## Riepilogo
Il campionato, a supporto della stagione 2001 del mondiale rally, assegnava come di consueto il trofeo ai piloti che si cimentavano alla guida di vetture di gruppo N, ovvero strettamente derivate dalla produzione di serie. Vennero introdotte alcune modifiche al regolamento, le quali permettevano di utilizzare un cambio più robusto e performante sebbene più costoso.
Il titolo venne vinto dall'argentino Gabriel Pozzo alla guida di una Mitsubishi Lancer Evo VI, affiancato dai copiloti Edgardo Galindo, unicamente nell'appuntamento inaugurale a Monte Carlo, e da Daniel Stillo nelle restanti gare. Pozzo dominò la stagione vincendo cinque gare e terminando sul podio in altrettante occasioni (quattro volte secondo e una volta terzo); conquistò infatti l'alloro di categoria con largo anticipo vincendo il rally di Sanremo, quartultima gara stagionale.; al secondo posto in classifica generale, a 39 lunghezze di distacco dal vincitore, si piazzò l'uruguaiano Gustavo Trelles, già detentore di quattro titoli di categoria, seguito dall'austriaco Manfred Stohl, terzo a 52 punti da Pozzo. La serie è stata inoltre caratterizzata dal dominio pressoché assoluto delle Mitsubishi Lancer Evolution; le vetture giapponesi hanno infatti conquistato 13 vittorie su 14 e piazzato i loro piloti nelle prime dieci posizioni in classifica.

## Calendario

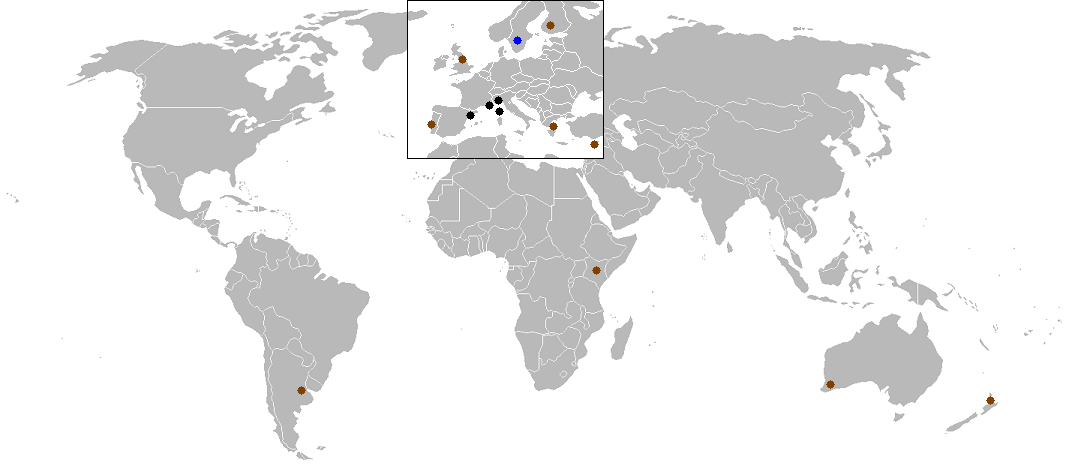
Mappa che illustra le sedi di gara del mondiale 2001

Il campionato, con i suoi quattordici appuntamenti, toccò Africa, Europa, Sud America e Oceania.
| Tappa | Data            | Rally                                                 | Sede                                   | Superficie   |
| ----- | --------------- | ----------------------------------------------------- | -------------------------------------- | ------------ |
| 1     | 19-21 gennaio   | 69ème Rallye Automobile Monte-Carlo                   | Monaco                                 | Asfalto/Neve |
| 2     | 9-11 febbraio   | 50th International Swedish Rally                      | Karlstad, Värmland                     | Neve         |
| 3     | 8-11 marzo      | 35º TAP Rallye de Portugal                            | Santa Maria da Feira, Região Norte     | Sterrato     |
| 4     | 23-25 marzo     | 37º Rallye Catalunya - Costa Brava - Rallye de España | Lloret de Mar, Catalogna               | Asfalto      |
| 5     | 3-6 maggio      | 21º Rally Argentina                                   | Villa Carlos Paz, provincia di Córdoba | Sterrato     |
| 6     | 1º-3 giugno     | 29th Cyprus Rally                                     | Limassol, Distretto di Limassol        | Sterrato     |
| 7     | 15-17 giugno    | 48th Acropolis Rally                                  | Itea, Grecia Centrale                  | Sterrato     |
| 8     | 20-22 luglio    | 49th Safari Rally Kenya                               | Nairobi, Contea di Nairobi             | Sterrato     |
| 9     | 24-26 agosto    | 51th Neste Rally Finland                              | Jyväskylä, Finlandia centrale          | Sterrato     |
| 10    | 21-23 settembre | 32th Propecia Rally New Zealand                       | Auckland, Regione di Auckland          | Sterrato     |
| 11    | 5-7 ottobre     | 43º Rallye Sanremo - Rallye d'Italia                  | Sanremo, Liguria                       | Asfalto      |
| 12    | 19-21 ottobre   | 45ème Tour de Corse - Rallye de France                | Ajaccio, Corsica                       | Asfalto      |
| 13    | 1º-4 novembre   | 14th Telstra Rally Australia                          | Perth, Australia Occidentale           | Sterrato     |
| 14    | 22-25 novembre  | 57th Network Q Rally of Great Britain                 | Cardiff, Galles                        | Sterrato     |

## Iscritti
Data l'elevato numero degli iscritti al campionato, nella tabella seguente vengono indicati soltanto gli equipaggi che sono riusciti ad andare a punti almeno una volta e/o che hanno vinto almeno una prova speciale.
| Costruttori | Auto                        | Squadre                     | Piloti                   | Copiloti               | Gare             |
| ----------- | --------------------------- | --------------------------- | ------------------------ | ---------------------- | ---------------- |
| Mitsubishi  | Mitsubishi Carisma GT       | -                           | Kristian Sohlberg        | Jukka Aho              | 2, 9             |
| Mitsubishi  | Mitsubishi Carisma GT       | -                           | François Duval           | Jean-Marc Fortin       | 3, 6, 13         |
| Mitsubishi  | Mitsubishi Carisma GT       | Mitsubishi Ralliart Finland | Jouko Puhakka            | Keijo Eerola           | 9                |
| Mitsubishi  | Mitsubishi Carisma GT       | -                           | Juha Salo                | Mika Stenberg          | 9                |
| Mitsubishi  | Mitsubishi Carisma GT       | Ralliart Italia             | Alessandro Fiorio        | Enrico Cantoni         | 11               |
| Mitsubishi  | Mitsubishi Lancer Evolution | -                           | Oliver Clark             | Richard Pashley        | 14               |
| Mitsubishi  | Mitsubishi Lancer Evo IV    | -                           | Saulius Girdauskas       | Žilvinas Sakalauskas   | 2, 9             |
| Mitsubishi  | Mitsubishi Lancer Evo IV    | -                           | Marko Ipatti             | Harri Kiesi            | 9                |
| Mitsubishi  | Mitsubishi Lancer Evo IV    | -                           | Jukka Ketomäki           | Jani Laaksonen         | 9                |
| Mitsubishi  | Mitsubishi Lancer Evo V     | -                           | Joakim Roman             | Ingrid Mitakidou       | 2, 6             |
| Mitsubishi  | Mitsubishi Lancer Evo V     | -                           | Dimitris Drivakos        | Elias Kordas           | 7                |
| Mitsubishi  | Mitsubishi Lancer Evo VI    | -                           | Manfred Stohl            | Peter Müller           | 1, 3, 6, 10, 13  |
| Mitsubishi  | Mitsubishi Lancer Evo VI    | -                           | Gustavo Trelles          | Jorge Del Buono        | 1, 3–7, 11–12    |
| Mitsubishi  | Mitsubishi Lancer Evo VI    | -                           | Gianluigi Galli          | Giovanni Bernacchini   | 1                |
| Mitsubishi  | Mitsubishi Lancer Evo VI    | -                           | Gianluigi Galli          | Rudy Pollet            | 9                |
| Mitsubishi  | Mitsubishi Lancer Evo VI    | -                           | Gabriel Pozzo            | Edgardo Galindo        | 1                |
| Mitsubishi  | Mitsubishi Lancer Evo VI    | -                           | Gabriel Pozzo            | Daniel Stillo          | 3–4, 7–10        |
| Mitsubishi  | Mitsubishi Lancer Evo VI    | Top Run                     | Gabriel Pozzo            | Daniel Stillo          | 5–6, 11, 13      |
| Mitsubishi  | Mitsubishi Lancer Evo VI    | -                           | Olivier Gillet           | Freddy Delorme         | 1                |
| Mitsubishi  | Mitsubishi Lancer Evo VI    | -                           | Giovanni Manfrinato      | Flavio Zanella         | 1                |
| Mitsubishi  | Mitsubishi Lancer Evo VI    | -                           | Giovanni Manfrinato      | Claudio Condotta       | 10, 13           |
| Mitsubishi  | Mitsubishi Lancer Evo VI    | -                           | David Truphemus          | Pascal Saivre          | 1                |
| Mitsubishi  | Mitsubishi Lancer Evo VI    | -                           | Marcos Ligato            | Ruben Garcia           | 1, 3–4, 7-11     |
| Mitsubishi  | Mitsubishi Lancer Evo VI    | Top Run                     | Marcos Ligato            | Ruben Garcia           | 5–6, 13          |
| Mitsubishi  | Mitsubishi Lancer Evo VI    | -                           | Kenneth Bäcklund         | Lars Bäckman           | 2, 9, 14         |
| Mitsubishi  | Mitsubishi Lancer Evo VI    | -                           | Stig-Olov Walfridsson    | Tord Andersson         | 2                |
| Mitsubishi  | Mitsubishi Lancer Evo VI    | -                           | Mats Jonsson             | Johnny Johansson       | 2                |
| Mitsubishi  | Mitsubishi Lancer Evo VI    | David Sutton Cars Ltd       | Stig Blomqvist           | Ana Goñi               | 2–8, 9–10, 11–12 |
| Mitsubishi  | Mitsubishi Lancer Evo VI    | -                           | Stanislav Grjazin        | Dmitrij Eremeev        | 2, 4, 9, 12      |
| Mitsubishi  | Mitsubishi Lancer Evo VI    | -                           | Mirco Baldacci           | Maurizio Barone        | 3, 6–7, 9, 14    |
| Mitsubishi  | Mitsubishi Lancer Evo VI    | -                           | Vítor Pascoal            | Duarte Costa           | 3                |
| Mitsubishi  | Mitsubishi Lancer Evo VI    | Creditus/BPN Rent           | Pedro Leal               | Redwan Cassamo         | 3                |
| Mitsubishi  | Mitsubishi Lancer Evo VI    | -                           | Rodrigo Ferreira         | Luís Silva             | 3                |
| Mitsubishi  | Mitsubishi Lancer Evo VI    | -                           | Paweł Dytko              | Tomasz Dytko           | 3–4              |
| Mitsubishi  | Mitsubishi Lancer Evo VI    | Mistral Racing              | Roger Feghali            | Bruno Brissart         | 4                |
| Mitsubishi  | Mitsubishi Lancer Evo VI    | Escudería Voltregá          | Joan Font                | Manel Muñoz            | 4                |
| Mitsubishi  | Mitsubishi Lancer Evo VI    | -                           | Federico Villagra        | Javier Villagra        | 5                |
| Mitsubishi  | Mitsubishi Lancer Evo VI    | -                           | Luis Perez Companc       | Jose Maria Volta       | 5                |
| Mitsubishi  | Mitsubishi Lancer Evo VI    | -                           | Nicholas Mandrides       | Yiannis Ioannou        | 6                |
| Mitsubishi  | Mitsubishi Lancer Evo VI    | -                           | Alistair Ginley          | John Bennie            | 6–7, 9           |
| Mitsubishi  | Mitsubishi Lancer Evo VI    | -                           | Alistair Ginley          | Andrew Bargery         | 14               |
| Mitsubishi  | Mitsubishi Lancer Evo VI    | -                           | Jari Latvala             | Kari Mustalahti        | 8                |
| Mitsubishi  | Mitsubishi Lancer Evo VI    | -                           | Azar Anwar               | Tom Muriuki            | 8                |
| Mitsubishi  | Mitsubishi Lancer Evo VI    | -                           | Rudolf Stohl             | Peter Müller           | 8                |
| Mitsubishi  | Mitsubishi Lancer Evo VI    | -                           | Kaj Kuistila             | Kari Jokinen           | 9                |
| Mitsubishi  | Mitsubishi Lancer Evo VI    | -                           | Ari Laivola              | Markku Laakso          | 9                |
| Mitsubishi  | Mitsubishi Lancer Evo VI    | -                           | Ignacio Sanfilippo       | Víctor Pérez Rodríguez | 9                |
| Mitsubishi  | Mitsubishi Lancer Evo VI    | -                           | Reece Jones              | Garry Cowan            | 10, 13           |
| Mitsubishi  | Mitsubishi Lancer Evo VI    | -                           | Reece Jones              | Leo Bult               | 12, 14           |
| Mitsubishi  | Mitsubishi Lancer Evo VI    | Ralliart New Zealand        | Ross Meekings            | Alan Glen              | 10               |
| Mitsubishi  | Mitsubishi Lancer Evo VI    | Ralliart New Zealand        | Kevin Holmes             | Garry Cowan            | 10               |
| Mitsubishi  | Mitsubishi Lancer Evo VI    | Ralliart Italia             | Mario Stagni             | Roberto Paganoni       | 11               |
| Mitsubishi  | Mitsubishi Lancer Evo VI    | -                           | Alfredo De Dominicis     | Alessandro Mari        | 11               |
| Mitsubishi  | Mitsubishi Lancer Evo VI    | -                           | Mirco Virag              | Massimo Bergna         | 11               |
| Mitsubishi  | Mitsubishi Lancer Evo VI    | -                           | Jean-Marie Santoni       | Jean-Marc Casamatta    | 12               |
| Mitsubishi  | Mitsubishi Lancer Evo VI    | -                           | Jean-Marc Sanchez        | Jean-François Scelo    | 12               |
| Mitsubishi  | Mitsubishi Lancer Evo VI    | -                           | Jean-Paul Aymé           | Brigitte Aymé          | 12               |
| Mitsubishi  | Mitsubishi Lancer Evo VI    | -                           | Juha Kangas              | Mika Ovaskainen        | 13               |
| Mitsubishi  | Mitsubishi Lancer Evo VI    | Mitsubishi Ralliart         | Ed Ordynski              | Iain Stewart           | 13               |
| Mitsubishi  | Mitsubishi Lancer Evo VI    | -                           | Ramón Ferreyros          | Javier Marín           | 14               |
| Mitsubishi  | Mitsubishi Lancer Evo 6.5   | -                           | Pedro Dias da Silva      | Mário Castro           | 3                |
| Mitsubishi  | Mitsubishi Lancer Evo 6.5   | -                           | Peter Bijvelds           | Piet Bijvelds          | 14               |
| Mitsubishi  | Mitsubishi Lancer Evo VII   | Advan-Piaa Rally Team       | Fumio Nutahara           | Satoshi Hayashi        | 10, 13           |
| Mitsubishi  | Mitsubishi Lancer Evo VII   | -                           | Giovanni Manfrinato      | Claudio Condotta       | 12               |
| Proton      | Proton Pert Evo V           | -                           | Hermann Gaßner           | Siegfried Schrankl     | 1                |
| Renault     | Renault Clio RS             | -                           | Eddie Mercier            | Jean-Michel Veret      | 1, 4, 9, 12      |
| Renault     | Renault Clio RS             | Ciemme Racing               | Eugenio Lozza            | Antonella Fiorendi     | 11               |
| Renault     | Renault Clio RS             | -                           | Richard Bourcier         | Jean-Marc Ducousso     | 12               |
| Subaru      | Subaru Impreza              | -                           | Don Smith                | Adrian Wroe            | 8                |
| Subaru      | Subaru Impreza WRX          | -                           | Roberto Sanchez          | Edgardo Galindo        | 5                |
| Subaru      | Subaru Impreza WRX          | -                           | Esteban Goldenhersch     | Fabian Cretu           | 5                |
| Subaru      | Subaru Impreza WRX          | -                           | Charalambos Timotheou    | Savvas Laos            | 6                |
| Subaru      | Subaru Impreza WRX          | -                           | Panagiotis Hatzitsopanis | Konstantinos Stefanis  | 7                |
| Subaru      | Subaru Impreza WRX          | Subaru Rally Team Australia | Cody Crocker             | Greg Foletta           | 10, 13           |
| Subaru      | Subaru Impreza WRX          | Raceworx                    | Marko Ipatti             | Karri Marttila         | 13               |
| Subaru      | Subaru Impreza WRX          | -                           | David Higgins            | Craig Thorley          | 14               |
| Fonti:      |                             |                             |                          |                        |                  |

## Risultati e statistiche
| Gara | Nome rally                                                                    | Vincitori | Vincitori                          | Vincitori                                      | Vincitori | Statistiche | Statistiche             | Statistiche | Statistiche | Statistiche |
| Gara | Nome rally                                                                    | Nº        | Pilota e copilota                  | Squadra e vettura                              | Tempo     | Speciali    | Lunghezza               | Partiti     | Arrivati    |             |
| ---- | ----------------------------------------------------------------------------- | --------- | ---------------------------------- | ---------------------------------------------- | --------- | ----------- | ----------------------- | ----------- | ----------- | ----------- |
| 1    | 69ème Rallye Automobile de Monte-Carlo (19-21 gennaio) — Resoconto            | 44        | Olivier Gillet Freddy Delorme      | privato (Mitsubishi Lancer Evo VI)             | 4h54'28"2 | (15) 14     | (373,06 km) 352,53 km   | 23          | 11          |             |
| 2    | 50th International Swedish Rally (9-11 febbraio) — Resoconto                  | 28        | Stig-Olov Walfridsson Lars Bäckman | privato (Mitsubishi Lancer Evo VI)             | 3h37'38"3 | 17          | 379,87 km               | 29          | 11          |             |
| 3    | 35º TAP Rallye de Portugal (8-11 marzo) — Resoconto                           | 67        | Pedro Dias da Silva Mário Castro   | privato (Mitsubishi Lancer Evo 6.5)            | 4h31'14"7 | (22) 18     | (390,14 km) 300,88 km   | 34          | 8           |             |
| 4    | 37º Rallye Catalunya-Costa Brava - Rallye de España (23-25 marzo) — Resoconto | 27        | Gabriel Pozzo Daniel Stillo        | privato (Mitsubishi Lancer Evo VI)             | 4h04'36"6 | (18) 17     | (383,18 km) 347,29 km   | 21          | 13          |             |
| 5    | 21º Rally Argentina (3-6 maggio) — Resoconto                                  | 21        | Gabriel Pozzo Daniel Stillo        | Top Run (Mitsubishi Lancer Evo VI)             | 4h38'40"4 | 21          | 389,58 km               | 43          | 22          |             |
| 6    | 29th Cyprus Rally (1º-3 giugno) — Resoconto                                   | 29        | Gustavo Trelles Jorge Del Buono    | privato (Mitsubishi Lancer Evo VI)             | 5h34'44"0 | 22          | 341,38 km               | 29          | 13          |             |
| 7    | 48th Acropolis Rally (15-17 giugno) — Resoconto                               | 32        | Gabriel Pozzo Daniel Stillo        | privato (Mitsubishi Lancer Evo VI)             | 4h40'17"9 | (20) 19     | (387,41 km) 356,01 km   | 23          | 10          |             |
| 8    | 49th Safari Rally Kenya (20-22 luglio) — Resoconto                            | 22        | Gabriel Pozzo Daniel Stillo        | privato (Mitsubishi Lancer Evo VI)             | 11h05'23" | (13) 12     | (1129,76 km) 1079,81 km | 15          | 7           |             |
| 9    | 51th Neste Rally Finland (24-26 agosto) — Resoconto                           | 47        | Marcos Ligato Ruben Garcia         | privato (Mitsubishi Lancer Evo VI)             | 3h44'36"2 | 21          | 406,38 km               | 82          | 36          |             |
| 10   | 32th Propecia Rally New Zealand (21-23 settembre) — Resoconto                 | 22        | Manfred Stohl Peter Müller         | privato (Mitsubishi Lancer Evo VI)             | 3h58'33"1 | 24          | 382,46 km               | 25          | 16          |             |
| 11   | 43º Rallye Sanremo - Rallye d'Italia (5-7 ottobre) — Resoconto                | 78        | Alessandro Fiorio Enrico Cantoni   | Ralliart Italia (Mitsubishi Carisma GT Evo VI) | 4h28'20"3 | 20          | 368,12 km               | 13          | 8           |             |
| 12   | 45ème Tour de Corse - Rallye de France (19-21 ottobre) — Resoconto            | 28        | Gustavo Trelles Jorge Del Buono    | privato (Mitsubishi Lancer Evo VI)             | 4h22'51"3 | (16) 15     | (394,04 km) 366,40 km   | 32          | 20          |             |
| 13   | 14th Telstra Rally Australia (1º-4 novembre) — Resoconto                      | 28        | Ed Ordynski Iain Stewart           | Mitsubishi Ralliart (Mitsubishi Lancer Evo VI) | 3h34'27"2 | (21) 20     | (396,77 km) 351,35 km   | 39          | 26          |             |
| 14   | 57th Network Q Rally of Great Britain (22-25 novembre) — Resoconto            | 38        | David Higgins Craig Thorley        | privato (Subaru Impreza WRX)                   | 3h44'56"7 | (17) 16     | (380,86 km) 354,60 km   | 44          | 21          |             |

Legenda: Nº = Numero di gara.

## Classifica

### Punteggio
Il sistema di punteggio era lo stesso del campionato principale. A parità di punteggio, nella classifica prevale chi ha ottenuto il miglior risultato e/o il maggior numero di essi.
| Posizione finale | 1ª | 2ª | 3ª | 4ª | 5ª | 6ª |
| Punti            | 10 | 6  | 4  | 3  | 2  | 1  |

### Classifica piloti
| Pos. | Pilota                   | MON | SVE | POR | SPA | ARG | CIP | GRE | KEN | FIN | NZL | ITA | FRA | AUS | GBR | Punti |
| ---- | ------------------------ | --- | --- | --- | --- | --- | --- | --- | --- | --- | --- | --- | --- | --- | --- | ----- |
| 1    | Gabriel Pozzo            | 4   |     | Rit | 1   | 1   | 3   | 1   | 1   | 2   | 2   | 2   |     | 2   |     | 75    |
| 2    | Gustavo Trelles          | 3   |     | Rit | Rit | 2   | 1   | 2   |     |     |     | Rit | 1   |     |     | 36    |
| 3    | Manfred Stohl            | 2   |     | Rit |     |     | 2   |     |     |     | 1   |     |     | 6   |     | 23    |
| 4    | Marcos Ligato            | 5   |     | Rit | Rit | Rit | Rit | 3   | 2   | 1   | Rit | Rit |     | 11  |     | 22    |
| 5    | Stig Blomqvist           |     | 3   | Rit | 3   | Rit | Rit | Rit | Rit |     | 4   | 4   |     | 7   | 4   | 18    |
| 6    | Olivier Gillet           | 1   |     |     |     |     |     |     |     |     |     |     |     |     |     | 10    |
| 6    | Stig-Olov Walfridsson    |     | 1   |     |     |     |     |     |     |     |     |     |     |     |     | 10    |
| 6    | Pedro Dias da Silva      |     |     | 1   |     |     |     |     |     |     |     |     |     |     |     | 10    |
| 6    | Alessandro Fiorio        |     |     |     |     |     |     |     |     |     |     | 1   |     |     |     | 10    |
| 6    | Ed Ordynski              |     |     |     |     |     |     |     |     |     |     |     |     | 1   |     | 10    |
| 6    | David Higgins            |     |     |     |     |     |     |     |     |     |     |     |     |     | 1   | 10    |
| 12   | Alistair Ginley          |     |     |     |     |     | 4   | Rit |     | 13  |     |     |     |     | 3   | 7     |
| 12   | Stanislav Grjazin        |     | Rit |     | 4   |     |     |     |     | Rit |     |     | 3   |     |     | 7     |
| 14   | Kenneth Bäcklund         |     | 2   |     |     |     |     |     |     | Rit |     |     |     |     | Rit | 6     |
| 14   | Vítor Pascoal            |     |     | 2   |     |     |     |     |     |     |     |     |     |     |     | 6     |
| 14   | Roger Feghali            |     |     |     | 2   |     |     |     |     |     |     |     |     |     |     | 6     |
| 14   | Jean-Marc Sanchez        |     |     |     |     |     |     |     |     |     |     |     | 2   |     |     | 6     |
| 14   | Ramón Ferreyros          |     |     |     |     |     |     |     |     |     |     |     |     |     | 2   | 6     |
| 19   | Mirco Baldacci           |     |     | 4   |     |     | Rit | 4   |     | 15  |     |     |     |     | Rit | 6     |
| 20   | Pedro Leal               |     |     | 3   |     |     |     |     |     |     |     |     |     |     |     | 4     |
| 20   | Roberto Sanchez          |     |     |     |     | 3   |     |     |     |     |     |     |     |     |     | 4     |
| 20   | Azar Anwar               |     |     |     |     |     |     |     | 3   |     |     |     |     |     |     | 4     |
| 20   | Kaj Kuistila             |     |     |     |     |     |     |     |     | 3   |     |     |     |     |     | 4     |
| 20   | Fumio Nutahara           |     |     |     |     |     |     |     |     |     | 3   |     |     | Rit |     | 4     |
| 20   | Alfredo De Dominicis     |     |     |     |     |     |     |     |     |     |     | 3   |     |     |     | 4     |
| 20   | François Duval           |     |     | Rit |     |     | Rit |     |     |     |     |     |     | 3   |     | 4     |
| 27   | Eddie Mercier            | 7   |     |     | 6   |     |     |     |     | 23  |     |     | 4   |     |     | 4     |
| 28   | Mats Jonsson             |     | 4   |     |     |     |     |     |     |     |     |     |     |     |     | 3     |
| 28   | Luis Perez Companc       |     |     |     |     | 4   |     |     |     |     |     |     |     |     |     | 3     |
| 28   | Rudolf Stohl             |     |     |     |     |     |     |     | 4   |     |     |     |     |     |     | 3     |
| 28   | Jukka Ketomäki           |     |     |     |     |     |     |     |     | 4   |     |     |     |     |     | 3     |
| 28   | Juha Kangas              |     |     |     |     |     |     |     |     |     |     |     |     | 4   |     | 3     |
| 33   | Saulius Girdauskas       |     | 5   |     |     |     |     |     |     | Rit |     |     |     |     |     | 2     |
| 33   | Rodrigo Ferreira         |     |     | 5   |     |     |     |     |     |     |     |     |     |     |     | 2     |
| 33   | Joan Font                |     |     |     | 5   |     |     |     |     |     |     |     |     |     |     | 2     |
| 33   | Esteban Goldenhersch     |     |     |     |     | 5   |     |     |     |     |     |     |     |     |     | 2     |
| 33   | Nicholas Mandrides       |     |     |     |     |     | 5   |     |     |     |     |     |     |     |     | 2     |
| 33   | Panagiotis Hatzitsopanis |     |     |     |     |     |     | 5   |     |     |     |     |     |     |     | 2     |
| 33   | Jari Latvala             |     |     |     |     |     |     |     | 5   |     |     |     |     |     |     | 2     |
| 33   | Ari Laivola              |     |     |     |     |     |     |     |     | 5   |     |     |     |     |     | 2     |
| 33   | Kevin Holmes             |     |     |     |     |     |     |     |     |     | 5   |     |     |     |     | 2     |
| 33   | Eugenio Lozza            |     |     |     |     |     |     |     |     |     |     | 5   |     |     |     | 2     |
| 33   | Richard Bourcier         |     |     |     |     |     |     |     |     |     |     |     | 5   |     |     | 2     |
| 33   | Cody Crocker             |     |     |     |     |     |     |     |     |     | Rit |     |     | 5   |     | 2     |
| 33   | Peter Bijvelds           |     |     |     |     |     |     |     |     |     |     |     |     |     | 5   | 2     |
| 46   | Reece Jones              |     |     |     |     |     |     |     |     |     | 6   |     | 11  | 12  | 7   | 1     |
| 47   | Paweł Dytko              |     |     | 6   | 9   |     |     |     |     |     |     |     |     |     |     | 1     |
| 48   | David Truphemus          | 6   |     |     |     |     |     |     |     |     |     |     |     |     |     | 1     |
| 48   | Joakim Roman             |     | 6   |     |     |     | Rit |     |     |     |     |     |     |     |     | 1     |
| 48   | Federico Villagra        |     |     |     |     | 6   |     |     |     |     |     |     |     |     |     | 1     |
| 48   | Charalambos Timotheou    |     |     |     |     |     | 6   |     |     |     |     |     |     |     |     | 1     |
| 48   | Dimitris Drivakos        |     |     |     |     |     |     | 6   |     |     |     |     |     |     |     | 1     |
| 48   | Don Smith                |     |     |     |     |     |     |     | 6   |     |     |     |     |     |     | 1     |
| 48   | Ignacio Sanfilippo       |     |     |     |     |     |     |     |     | 6   |     |     |     |     |     | 1     |
| 48   | Mirco Virag              |     |     |     |     |     |     |     |     |     |     | 6   |     |     |     | 1     |
| 48   | Jean-Paul Aymé           |     |     |     |     |     |     |     |     |     |     |     | 6   |     |     | 1     |
| 48   | Oliver Clark             |     |     |     |     |     |     |     |     |     |     |     |     |     | 6   | 1     |
| Pos. | Pilota                   | MON | SVE | POR | SPA | ARG | CIP | GRE | KEN | FIN | NZL | ITA | FRA | AUS | GBR | Punti |

| Colore  | Risultato                |
| ------- | ------------------------ |
| Oro     | Vincitore                |
| Argento | 2º posto                 |
| Bronzo  | 3º posto                 |
| Verde   | Finito a punti           |
| Blu     | Finito senza punti       |
| Blu     | Non classificato (NC)    |
| Viola   | Ritirato (Rit)           |
| Nero    | Squalificato (SQ)        |
| Nero    | Escluso (ES)             |
| Bianco  | Non ha gareggiato        |
| Bianco  | Iscrizione ritirata (WD) |
| Bianco  | Non partito (NP)         |
| Bianco  | Gara cancellata (C)      |